# Scott Speed
Scott Andrew Speed (Manteca, 24 januari 1983) is een voormalige Amerikaanse formule 1-coureur.
In 2005 reed hij in de GP2 waar hij derde werd in het algemeen klassement en één maal pole-position haalde. Daarna reed hij de eerste drie A1 Grand Prix-races voor team Amerika.
In 2006 en 2007 rijdt hij voor het team van Toro Rosso. Hij komt niet verder dan twee negende plaatsen.
In 2007 wordt hij na een lang aanslepend conflict met Franz Tost, manager van Toro Rosso, en Gerhard Berger, teambaas en mede-eigenaar van Toro Rosso, in de week voor de Grote Prijs van Hongarije vervangen door Sebastian Vettel.
Tegenwoordig rijdt Scott weer in de Verenigde Staten. Hij rijdt in de ARCA RE/MAX, een variant op de NASCAR Sprint Cup.

## GP2informatie
| Seizoen | Team                 | Nr. | Races | Poles | Overwinningen | Eindstand klassement |
| 2005    | iSport International | 50  | 13    | 1     | 0             | 3e                   |

## Formule 1-carrière
| Jaar/Jaren    | Team       |
| ------------- | ---------- |
| 2006 t/m 2007 | Toro Rosso |

|                       | 2006 | 2007 | Totaal |
| --------------------- | ---- | ---- | ------ |
| Aantal races          | 18   | 10   | 28     |
| Aantal zeges          |      |      | 0      |
| Aantal pole-positions |      |      | 0      |
| Aantal snelste ronden |      |      | 0      |
| Aantal podiumplaatsen |      |      | 0      |
| Aantal WK-punten      |      |      | 0      |
| Eindstand WK          | 20   | 21   |        |